# Cris Morena
Cris Morena, pseudonimo di María Cristina De Giacomi (Buenos Aires, 23 agosto 1956), è una produttrice televisiva e sceneggiatrice argentina.
Fondatrice della società Cris Morena Group, nota per essere la creatrice di numerose serie di successo per adolescenti come Verano del '98, Rebelde Way, Alma pirata, Teen Angels e Aliados e serie per bambini come Chiquititas, Flor - Speciale come te, Rincón de Luz e Jake & Blake.
A lei è attribuita la creazione delle telenovelas per ragazzi.
Negli anni '90 è stata la conduttrice di uno storico programma per ragazzi, Jugate Conmigo. 
Nel 2023, dopo più di 10 anni di inattività, torna come produttrice e autrice per la piattaforma HBO Max con due serie: Te Quiero y me Duele, uscita nell'agosto del 2023, e Margarita, uscita nel 2024 e sequel di Flor - Speciale come te.
Nel 2020 fonda e apre Otro Mundo, un'accademia di arti sceniche situata a Martinez, vicino Buenos Aires.

## Biografia

### Primi anni
Nasce a Buenos Aires, nel quartiere di Palermo. È la seconda di quattro fratelli e viene da una famiglia di ceto borghese, suo padre era un ingegnere e la madre una sociologa. All'età di 17 anni inizia a lavorare come modella per Lee Jeans. Poco dopo inizia a studiare assistenza sociale all'università  ma è costretta ad abbandonare gli studi a solo due esami dalla laurea a causa dello scoppio dell'ultima dittatura militare.

### Carriera da attrice
Durante una parentesi nel programma televisivo Vol tops, dove viene scelta in veste di inviata, conosce il produttore Gustavo Yankelevich, membro dello staff. I due si sposano nel 1972 e da questa relazione nascono Romina e Tomás Yankelevich. Per dedicarsi alla famiglia, Cris decide di lasciare temporaneamente il mondo dello spettacolo. 
Torna sul piccolo schermo solo nel 1979 quando ottiene un ruolo in Dulce Fugitiva, con il personaggio di Laura Morena; grazie a questo personaggio crea il suo nome d'arte, prendendone il cognome. In seguito recita nella telenovela Romina.
Dal 1984 al 1989 è una delle protagoniste della commedia televisiva Mesa de noticias. Nel 1986 (mentre recitava anche in Mesa de Noticias) recita in due film di Enrique Carreras, Los colimbas se divierten e Rambito y Rambon. Nel 1987 recita in un altro film sempre di Enrique Carreras, Lo colimbas al ataque. Nel 1989 prende parte a Las Comedias de Dario Vittorì. Dal 1990 al 1991 è la protagonista femminile in Amigos son los amigos. 
L'ultimo ruolo in televisione è quello in Jugate contodo, poiché dal 1995 in poi si dedica interamente alla carriera di produttrice.

### Carriera come produttrice

#### Jugate conmigo
Nel 1991 debutta il primo programma ideato e prodotto da Morena chiamato Jugate conmigo, sulla rete Telefe. Era un game show da lei condotto e con protagonisti dieci adolescenti, cinque per ogni sesso. La produzione è durata fino al 1994. e per ogni stagione sono stati incisi album certificati dischi di platino.. La trasmissione viene presentata anche nel 1994 al Teatro Gran Rex  e vince un premio ai Martín Fierro.
Nel 1995 ne produce uno spin-off, Jugate con todo, dedicato alla famiglia e non più solo agli adolescenti e con sempre Cris alla conduzione. La programmazione dura solamente cinque mesi quando nell'agosto inizia la messa in onda della sua prima serie da produttrice,Chiquititas. Poco dopo, Cris si ritira completamente come personaggio televisivo.

#### Chiquititas
Nello stesso anno inizia la prima serie televisiva ideata e prodotta da Morena chiamata Chiquititas, che ottiene un enorme successo e arriva a produrre un totale di sette stagioni più un'ultima ottava del 2006 chiamata Chiquititas Sin Fin.
La distanza temporale tra la settima e l'ottava è dovuta ad alcuni screzi che Morena aveva avuto con la rete Telefe e l'allora presidente di rete Vilarruel. Nel 2001 l'Argentina attraversa un periodo di crisi economica. A causa di ciò, Telefe taglia il budget destinato alla serie e da programma giornaliero diventa programma settimanale, una decisione che non venne accolta positivamente da Cris.. Conclusa la messa in onda della settima stagione, il canale pensava di continuare senza Morena con una nuova stagione dal titolo Corazones en banda, ma non fu realizzata.
La serie è stata molto criticata dalla stampa e dall'opinione pubblica per romanticizzare la povertà e l'incoereanza di mostrare dei bambini orfani felici in una casa bellissima. Nonostante questo, sono state registrate otto stagioni, un lungometraggio e due remake, inoltre le vendite per gli album erano alte e guadagnarono oltre un milione di dollari dallo spettacolo. È stato venduto in oltre 25 paesi.
Protagonista dalla prima alla quarta stagiona è stata Romina Yan affiancata da Gabriel Corrado per la prima stagione, Fernán Mirás per la seconda e terza stagione e Facundo Arana per la quarta stagione. In seguito ha avuto come protagoniste Grecia Colmenares per la quinta stagione e Romina Gaetani e Augustina Cherri per la sesta e settima stagione. Nel 2006, per "Chiquititas sin fin", la protagonista è Jorgelina Aruzzi.

#### Verano del '98
È la prima produzione adolescenziale di Morena ed era inizialmente stata pensata come serie estiva di una stagione, ma il successo fu tale che Telefe richiese nuovi episodi da mandare in onda quotidianamente. Ha avuto così un totale di tre stagioni.

Durante la prima visione, la serie viene accusata di plagio per la trama molto simile a Dawson's Creek, anche se la trasmissione argentina inizia la programmazione prima di quello americano. Gustavo Yankelevich, allora presidente di Telefe, ammise che prese spunto dal programma americano, così Telefe e Sony (società produttrice di Dawson's Creek) trovarono un accordo per distribuire Verano del '98 in tutto il mondo.
Cris lavora sul set di questa telenovela solo fino alla metà della prima stagione, quando decide di concentrarsi solamente su Chiquititas, anche se appare come produttore esecutivo di tutte le stagioni. La compositrice è responsabile anche delle musiche insieme a Carlos Nilson e vengono pubblicati due album tratti dalle due stagioni.

### Cris Morena Group
Nel 2002 viene fondata la società Cris Morena Group e la sede è situata a Buenos Aires. I prodotti vengono commercializzati attraverso Telefe Internacional. La maggior parte delle serie sono state vendute in Asia, America Latina, Europa Occidentale e Europa Orientale. Ogni serie ideata e prodotta da Cris Morena è registrata dal suo gruppo, in co-produzione con RGB Entertainment con l'eccezione di Rebelde Way che è una collaborazione con Dori Media Group. È stata temporaneamente chiusa per due anni, quando ritorna con Aliados.

#### Rebelde Way
Dopo i disaccordi tra Morena e Vilarruel, per la diminuzione di budget per Chiquititas la produttrice lavora ad una nuova telenovela. Il telefilm si chiama Rebelde Way e va in onda dal 2002 al 2003 su Canal 9 ed è la prima elaborazione firmata Cris Morena Group. Tuttavia la società non riusciva a gestire gli aspetti commerciali e giuridici quindi si dovette rivolgere ad altre aziende. Inizialmente, il partner doveva essere RGB Entertainment, ma essendo impegnata con il gruppo musicale Bandana, Morena dovette ripiegare accordandosi con
Dori Media Group.
Dalla serie nasce il gruppo musicale Erreway. Il primo album della serie diventò triplo platino e furono commercializzati altri prodotti. Finita la prima stagione, la serie dovette cambiare canale nel mezzo della seconda stagione in quanto Canal 9 non poteva più finanziare la serie e quindi si spostò su América TV. Era la prima volta che un programma veniva cambiato di rete nel mezzo della stagione.
Le recensioni della critica furono negative, in particolare il quotidiano Clarin la definì "leggermente porno" e la criticò per l'infantilismo dei personaggi e per trattare argomenti come la corruzione, la droga e il sesso. Anche la "Camera degli inserzionisti argentina", formata da dirigenti pubblici, protestò contro il programma. Il giornalista Carlos Polimenni ebbe una discussione in studio con la produttrice e la insultò per la serie diseducativa, a seguito di ciò Morena lasciò lo studio seguito dal cast che era lì con lei.
Le polemiche per i contenuti della serie riscoppiarono nel 2021, a seguito dell'aggiunta della serie sul catalogo Netflix, che a causa delle lamentele e delle preoccupazioni dei genitori, che vietarono ai figli di vederla, fu costretta a renderla vietata ai minori di 18 anni.
La serie è stata venduta in oltre 30 paesi ed ha avuto 5 remake, tra cui Rebelde, remake messicano che ebbe molto successo.

#### Rincón de luz
Nel 2003 Cris produce uno spin-off di Chiquititas, intitolato Rincon de Luz, e ha come protagonisti Guido Kaczka e Soledad Pastorutti. È stato prodotto un disco della telenovela contenente 12 canzoni e inoltre hanno fatto un tour in Argentina e Israele.

#### Flor - Speciale come te
Dal 1991 al 2004 il quotidiano Clarin ha sempre stroncato i lavori di Morena, fino alla telenovela Flor - Speciale come te che l'ha giudicata come "molto buona".
Erano disponibili oltre 300 prodotti nel mercato, il primo album Floricienta y su banda, è risultato il terzo più venduto del 2004, e il decimo nel 2005. È stato adattato in 5 paesi.
Nel 2009 esce Niní prodotta da Florencia Bertotti: Cris Morena insieme alla casa di produzione associata RGB Entertainment presentano una denuncia ai danni della Bertotti per plagio di Niní alla serie Flor - Speciale come te. Il giudizio in primo grado non ha dato ragione al reclamo, ma al secondo grado fu data ragione alla Morena, per cui il programma doveva essere cancellato dai palinsesti, così come ritirare dalla vendita i biglietti per lo spettacolo e tutto il merchandising. Alla fine, è stata permessa la trasmissione, la distribuzione e gli sviluppi futuri della serie.

#### Amor mío
Cris torna a Telefe producendo la sua prima sitcom Amor mío con protagonisti Romina Yan e Damian De Santo.
La sitcom è stata un grandissimo successo in tutta l'America Latina ed è stata adattata in Messico (sempre a cura di Cris Morena) e in Russia.

#### Alma pirata
Nel 2006 Cris produce la serie televisiva di fantascienza e azione Alma pirata con protagonisti Benjamín Rojas e Luisana Lopilato (che avevano già lavorato insieme come protagonisti in Rebelde Way). 

#### B&B (Bella y Bestia)
Nel 2008 e 2009, in contemporanea a Teen Angels, Cris produce B&B (Bella y Bestia) con protagonisti Romina Yan e Damian De Santo.

#### Jake & Blake
Nel 2009 e 2010 va in onda la serie tv ideata e prodotta da Cris Morena, Jake & Blake. È stata prodotta per gli Stati Uniti e per questo viene recitata in inglese (anche se viene registrata in Argentina e i protagonisti sono argentini). 

#### Teen Angels
Inizialmente Cris pensava di rinnovare di una nuova stagione la telenovela Chiquititas, ma all'ultimo momento crea una nuova serie con la gran parte del cast della serie precedente.
In un articolo del quotidiano La Nacion, viene apprezzata la serie, ma i fans trovarono molto analogie con le serie precedenti della stessa Morena. Dopo quattro stagioni con oltre 12 punti di share fino a 18 e oltre 600.000 spettatori agli spettacoli, il format televisivo cessa di essere prodotto. È stato venduto in Israele, Italia, Uruguay, Spagna, Messico, Ecuador e altri paesi. Dalla telenovela nasce il gruppo musicale TeenAngels. 
Dopo questa produzione, Cris Morena si ritira dalle scene in seguito alla morte di sua figlia Romina Yan.

#### Aliados
Dopo due anni, Cris Morena annuncia il suo ritorno nel novembre 2012 ai Grammy Awards. Il progetto è il serial Aliados che va in onda dal 26 giugno 2013 e conta 240 web-episodi e 23 episodi televisivi. Viene rinnovato una seconda stagione l'anno successivo.

#### ViveRo: Noche de sueños
Il 5 settembre 2018, nell'anniversario della nascita di Romina Yan, Cris realizza l'omaggio ViveRo: Noche de sueños dedicato alla memoria di sua figlia. Il ricavato venne interamente donato in beneficenza e hanno partecipato celebrità come Peter Lanzani, Lali Esposito, Maria Eugenia Suarez, Nicolas Vazquez, Facundo Arana, Abel Pintos, Axel, Luciano Pereyra, Patricia Sosa, Valeria Lynch, Geronimo Rauch, Benjamin Rojas e tanti altri.

### Te Quiero y Me Duele
Nel 2022 viene annunciato il ritorno della produttrice, dopo anni di inattività, con una serie per la piattaforma HBO Max. Nell'agosto del 2023 esce Te Quiero Y Me Duele. 

### Margarita
L'anno dopo, sempre per la piattaforma HBO Max, esce Margarita, spin-off e sequel di Flor - Speciale come te con protagonista la figlia di Florencia Fazzarino. Nel febbraio 2025 è stata annunciata la seconda stagione. 
Il cast di Margarita è interamente formato da ragazzi provenienti da Otro Mundo, l'accademia di arti sceniche aperta da Morena nel 2021.

## Altre attività
Nel 1999 esce il suo primo libro Canciones de Cris para personas Chiquititas da Editorial Sudamericana. Nel 2010 produce lo spettacolo teatrale Despertar de Primavera che ottiene un gran successo al botteghino. Nel 2011 esce su YouTube la serie tv formata da 85 miniepisodi dalla durata di 2 minuti: Atrapados, sempre prodotta da Cris Morena e girata da suo figlio Tomás Yankelevich. Nel dicembre 2018, ha venduto Rebelde Way a Netflix, che ha annunciato che ne avrebbe prodotto il remake per il 2020.
Dallo show ViveRo: Noche de sueños è stato prodotto un album contenente tutte le canzoni che sono state cantante quella sera. Molte erano canzoni che cantava Romina Yan quando partecipò a Jugate conmigo e quando recitò in Chiquititas, B&B, Jake & Blake e Teen Angels. Altre canzoni erano inedite e furono cantate per la prima volta quella sera e furono scritte da Cris in onore della figlia.
RGB e Cris Morena gestiscono il canale Yups TV, nato nel 2012.

### Compositrice
Cris Morena ha composto dal 1970 ad oggi canzoni per artisti dell'Argentina e dell'America Latina.
Solo per le serie che ha ideato e prodotto, ha scritto e prodotto più di 600 canzoni.
Durante la pausa come produttore televisivo, Cris ha contribuito ad alcune canzoni dell'album della serie Super T - Una schiappa alla riscossa, per il quarto album in studio dei TeenAngels e per il remake brasiliano di Rebelde Way. Inoltre, ha creato il tema principale del canale Telefe, chiamato Todos Juntos e si è sempre occupata delle canzoni del canale.

## Filmografia

### Attrice

#### Cinema
- Los Colimbas se divierten, regia di Enrique Carreras (1986)
- Rambito y Rambon, regia di Enrique Carreras (1986)
- Los colimbas al ataque, regia di Enrique Carreras (1987)

#### Televisione
- Vol Tops (1970)
- Dulce Fugitiva – serial TV (1979)
- Romina – serial TV (1980)
- Mesa de Noticias- serial TV (1984-1989)
- Las Comedias de Dario Vittorì – serial TV (1989)
- Amigos son los amigos - serial TV (1990-1991)
- Jugate Conmigo - programma TV (1991-1994)
- Quereme - serial TV (1994)
- Jugate contodo - programma TV (1995)

### Produttrice e autrice

#### Cinema
- Chiquititas: Rincón de luz (2001)
- Erreway: 4 caminos (2004)
- Teen Angels: el adiós 3D (2013)

#### Televisione
- Jugate conmigo – programma TV (1991-1994)
- Quereme – serial TV (1994)
- Life Collage – serial TV (1994)[54]
- Jugate contodo – programma TV (1995)
- Chiquititas – serial TV (1995-2001, 2006)
- Verano del '98 – serial TV (1998-2000)
- Rebelde Way – serial TV (2002-2003)
- Rincón de luz – serial TV (2003)
- Flor - Speciale come te (Floricienta) – serial TV (2004-2005)
- Amor mío – serial TV (2005)
- Alma pirata – serial TV (2006)
- Teen Angels (Casi Ángeles) – serial TV (2007-2010)
- B&B – serial TV (2008)
- Jake & Blake – serial TV (2009-2010)
- Atrapados – serial TV (2011)
- Aliados – serial TV (2013-2014)
- ViveRo: Noche de sueños (2018)
- Te quiero y me duele (2023) - serial TV per HBOMAX
- Margarita (2024) - serial TV per HBOMAX

## Teatro

### Attrice
- Ultimo Premio (1981)
- Noche de Champáne (1987)
- Un cuete en la villa (1988)
- Jugate conmigo (1994)[55]

### Produttrice
- Jugate conmigo (1994)
- Chiquititas (1996-2001, 2006)
- Rebelde Way (2002-2003)
- Floricienta (2004-2005)
- Chiquititas sin fin (2006)
- Casi Ángeles (2007-2010)
- Despertar de primavera (2010)
- Aliados (2013-2014)
- ViveRo: Noche de sueños (2018)
- Margarita (2025)

## Premi e riconoscimenti
- 1997 - Premio Martín Fierro
  - Vinto - Miglior programma giovanile/infantile per Chiquititas[56]
- 1998 - Premio Martín Fierro[57]
  - Vinto - Miglior telenovela per Verano del '98
  - Candidatura - Miglior programma giovanile/infantile per Chiquititas
- 1999 - Premio Gardel
  - Candidatura - Miglior album infantile per Chiquititas vol IV
- 2001 - Premio Gardel
  - Candidatura - Miglior album infantile per Chiquititas vol IV
- 2002 - Premio Gardel
  - Candidatura - Miglior album infantile per Chiquititas vol VI
- 2002 - Premio Gardel
  - Vinto - Miglior album infantile per Chiquititas: Rincón de luz
- 2003 - Latin Grammy Awards
  - Candidatura - Miglior album infantile per Chiquititas vol VII
- 2003 - Premio Martín Fierro
  - Candidatura - Miglior telenovela per Rebelde Way[58]
- 2004 - Premio Clarín
  - Candidatura - Miglior serie quotidiana per Flor - Speciale come te
  - Vinto - Mejor infantil teatral per	Floricienta[59]
- 2005 - Premio Martín Fierro
  - Vinto - Mejor telecomedia per Flor - Speciale come te[60]
- 2005 - Premio Gardel[61]
  - Vinto - Miglior album infantile per Floricienta y su banda
- 2005 - Latin Grammy Awards[62]
  - Candidatura - Miglior album infantile per Floricienta y su banda
- 2005 - Premio Clarín[63]
  - Candidatura - Miglior serie quotidiana per Flor - Speciale come te
  - Candidatura - Miglior serie quotidiana per Amor mío
- 2006 - Premio Gardel[64]
  - Vinto - Miglior album infantile per Floricienta 2
- 2005 - Premio Martin Fierro
  - Candidatura - Mejor telecomedia	per Amor mío[65]
- 2006 - Premio Martin Fierro
  - Vinto - Mejor comedia juvenil per Chiquititas sin fin[66]
  - Candidatura - Alma pirata
- 2008 - Premio Martin Fierro
  - Vinto - Miglior programma infantile/giovanile per Teen Angels[67]
- 2009 - Premio Gardel
  - Candidatura - Miglior album colonna sonora di un film o serie TV per TeenAngels 2[68]
- 2009 - Premio Martin Fierro
  - Vinto - Miglior programma infantile/giovanile per Teen Angels[69]
- 2009 - Premio Clarín
  - Vinto - Miglior serie quotidiana per Teen Angels
  - Vinto - Mejor obra juvenil per Teen Angels
- 2009 - LOS40 Music Awards
  - Vinto - Migliore artista argentino ai TeenAngels[70]
- 2010 - Premio Gardel
  - Candidatura - Miglior album colonna sonora di un film o serie TV per TeenAngels 3[71]
- 2010 - Premio Hugo
  - Candidatura - Miglior adattamento e/o traduzione per Despertar de primavera[72]
- 2010 - Premio Martín Fierro
  - Vinto - Miglior programma giovanile/Infantile per Teen Angels[73]
- 2010 - LOS40 Music Awards
  - Vinto - Migliore artista argentino ai TeenAngels[74]
- 2011 - Premio Gardel
  - Candidatura - Migliore album giovanile per TeenAngels 4[75]
- 2011 - Kids' Choice Awards Argentina[76]
  - Vinto - Cantante, gruppo o duo latino preferito ai TeenAngels
  - Vinto - Premio alla carriera
- 2014 - Premio Martín Fierro
  - Vinto - Miglior programma infantile/giovanile per Aliados[77]